# Abdelhak Nouri
Abdelhak Nouri (Ámsterdam; 2 de abril de 1997) es un exfutbolista neerlandés de origen marroquí. Jugaba como centrocampista y su último equipo fue el Ajax de Ámsterdam de la Eredivisie de los Países Bajos. Debido a una arritmia en un partido amistoso de fútbol contra el Werder Bremen, el 8 de julio de 2017, sufrió daño cerebral severo permanente.
Tras 13 meses en coma, en agosto de 2018 Nouri despertó, pudo reconocer a su familia y según datos médicos mejora poco a poco neuronalmente. Pero, debido a las secuelas, tuvo que dejar el fútbol y el equipo rescindió su contrato.

## Selección nacional
Ha sido internacional con la selección de Países Bajos en las categorías sub-15, sub-16, sub-17, sub-18, sub-19, sub-20 y sub-21.

### Participaciones en juveniles
| Competición                                 | Sede     | Resultado    | Partidos | Goles |
| ------------------------------------------- | -------- | ------------ | -------- | ----- |
| Campeonato Europeo Sub-17 de la UEFA 2014   | Malta    | Subcampeón   | 10       | 4     |
| Campeonato Europeo de la UEFA Sub-19 2015   | Grecia   | Fase final   | 9        | 5     |
| Campeonato de Europa Sub-19 de la UEFA 2016 | Alemania | Sexto puesto | 10       | 4     |

## Estadísticas

### Clubes
Actualizado al 14 de mayo de 2017.
Último partido citado: Willem II 1 - 2 Ajax
| Club                     | Div.          | Temporada     | Liga  | Liga  | Copas nacionales | Copas nacionales | Torneos internacionales | Torneos internacionales | Total | Total |
| Club                     | Div.          | Temporada     | Part. | Goles | Part.            | Goles            | Part.                   | Goles                   | Part. | Goles |
| ------------------------ | ------------- | ------------- | ----- | ----- | ---------------- | ---------------- | ----------------------- | ----------------------- | ----- | ----- |
| Jong Ajax · Países Bajos | 2ª            | 2014/15       | 2     | 0     | -                | -                | -                       | -                       | 2     | 0     |
| Jong Ajax · Países Bajos | 2ª            | 2015/16       | 17    | 1     | -                | -                | -                       | -                       | 17    | 1     |
| Jong Ajax · Países Bajos | 2ª            | 2016/17       | 26    | 10    | -                | -                | -                       | -                       | 26    | 10    |
| Jong Ajax · Países Bajos | Total club    | Total club    | 45    | 11    | 0                | 0                | 0                       | 0                       | 45    | 11    |
| Ajax · Países Bajos      | 1ª            | 2016/17       | 9     | 0     | 3                | 1                | 3                       | 0                       | 15    | 1     |
| Ajax · Países Bajos      | Total club    | Total club    | 9     | 0     | 3                | 1                | 3                       | 0                       | 15    | 1     |
| Total carrera            | Total carrera | Total carrera | 54    | 11    | 3                | 1                | 3                       | 0                       | 60    | 12    |

### Resumen estadístico
|                                  | Partidos | Goles | Promedio |
| -------------------------------- | -------- | ----- | -------- |
| Liga                             | 54       | 11    | 0,20     |
| Copas nacionales                 | 3        | 1     | 0,33     |
| Copas internacionales            | 3        | 0     | 0,00     |
| Selección de Países Bajos Sub-15 | 4        | 3     | 0,75     |
| Selección de Países Bajos Sub-16 | 5        | 1     | 0,20     |
| Selección de Países Bajos Sub-17 | 13       | 5     | 0,38     |
| Selección de Países Bajos Sub-18 | 2        | 0     | 0,00     |
| Selección de Países Bajos Sub-19 | 23       | 9     | 0,39     |
| Selección de Países Bajos Sub-20 | 5        | 0     | 0,00     |
| Selección de Países Bajos Sub-21 | 1        | 0     | 0,00     |
| Total                            | 113      | 30    | 0,26     |

## Palmarés

### Distinciones individuales
| Distinción                                                                      | Año  |
| ------------------------------------------------------------------------------- | ---- |
| Parte de los 50 mejores futbolistas sub-18 del mundo según Goal.com             | 2014 |
| Parte de los 40 mejores jugadores del mundo según The Guardian (categoría 1997) | 2014 |
| Parte de los 50 mejores futbolistas sub-18 del mundo según Goal.com             | 2016 |
| Parte del Equipo del Torneo del Campeonato de Europa Sub-19 de la UEFA          | 2016 |

### Otras distinciones
- Campeonato de Europa Sub-17 de la UEFA: 2014
- Eredivisie sub-19 (2): 2014/15, 2015/16